# 阿拉伯海

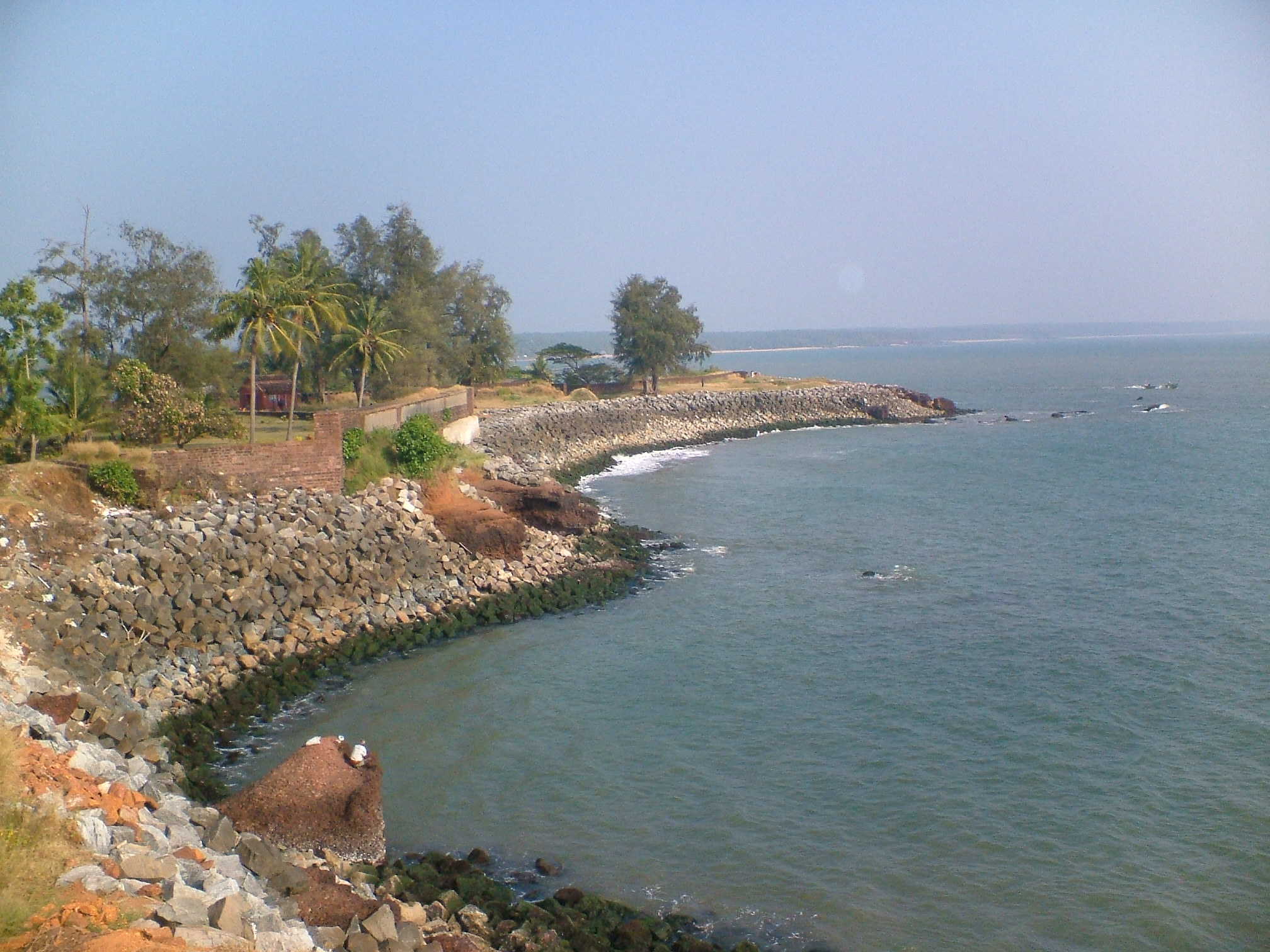
阿拉伯海之一角

阿拉伯海（阿拉伯语：‎）為印度洋的一部分。位于亚洲南部的阿拉伯半岛同印度半岛之间。北部为波斯湾和阿曼湾，西部经亚丁湾通红海。面积为386万平方公里。为世界性交通要道。

## 气候
阿拉伯海处热带季风区，气温高。中部海域6月、11月表层水温常在28℃以上；1月、2月温度转低，为24～25℃。临近阿拉伯半岛海面由于陆地干热气流的“烘烤”，水温可达30℃以上。11月～翌年3月吹东北季风，降水稀少，为干季；4～10月吹西南季风，降水丰沛，为雨季，夏秋之交常发生热带气旋，伴有巨浪、暴雨。海流随季风变化，夏季受西南季风影响呈顺时针方向，冬季受东北季风作用呈反时针方向。海水盐度一般在雨季小于35‰，在旱季大于36‰。